# イノセンス 冤罪弁護士
『イノセンス 冤罪弁護士』（イノセンス えんざいべんごし、英語: Innocence, Fight Against False Charges 直訳: 無罪、冤罪との戦い）は、日本テレビ・AXON共同制作による2019年の日本の連続ドラマ。古家和尚脚本による全10話のリーガル作品である。
日本テレビ系の放送枠「土曜ドラマ」にて2019年1月19日から3月23日にかけて放送されたテレビドラマ。坂口健太郎の日本テレビ系連続ドラマ初主演作でもあった。「土曜ドラマ」としては平成のうちに最終回を迎えた最後の作品となった。

## あらすじ
弁護士・和倉楓は勤めていた事務所をある理由で辞めることになり、保駿堂法律事務所に移籍する。そこにいたのは黒川拓という風変わりな弁護士だった。黒川は事件の真相を何よりも大切にしており、そのために危なっかしい行動にでることも少なくない。始めはそんな黒川に憤っていた和倉だが、次第に彼の真相究明のために事件と真摯に向き合う姿勢に理解を示し、自ら進んで協力するようになる。
黒川が真相究明にそれほど熱心になる理由は、彼が大学生であった11年前に経験したある事件がきっかけだった。その事件が原因で父親、黒川真とは不仲であり、実家に父親と共に住むのが嫌だという思いから、事務所の一室に寝泊まりする。
第5話では和倉楓が元の事務所を辞めた理由が明らかになる。彼女は元上司からセクハラを受けており、抵抗して上司を一発殴ったところ、その上司は地位があり会社にとって無下にできない存在であったため、セクハラは揉み消され、和倉の抵抗の方が問題視されてしまった。これによって現在の保駿堂法律事務所に移籍している。この事実が分かったとき黒川は珍しく和倉を心配する様子を見せていた。
第9話では黒川が引きずる11年前の事件に酷似した事件が明らかになる。黒川が引きずる事件とは、東央大学生殺人事件で、被害者は秋保彩花、黒川が無罪を証明するためにしばしば協力してもらっている東央大学の研究者、秋保准教授の妹であった。彩花は複数回腹部を刺されたあと首に勾玉のような傷がつけられて殺害されていた。この事件の裁判の検事は黒川の父親、黒川真。弁護士は保駿堂法律事務所の現所長である別府の兄で旧所長であった別府秀治。加害者とされたのが、黒川の幼馴染みにして大学の先輩、浅間大輔。彼は彩花と交際しており、殺害に用いられたとされる衣服や凶器がかれの身の回りから発見されたこと、殺害現場となった廃墟に事前に行っていたのが殺人のための下見と判断されたことだった。浅間は無罪を主張していたが裁判では有罪判決、無期懲役が下された。浅間は後にそれを苦に自ら命を絶っている。さらに、弁護士であった別府秀治も判被告人を守れなかったことで世間からバッシングを受け、心労がたたり病気で亡くなった。黒川は浅間を無罪だと思っており、真犯人を見つけ彼の無実を証明しようとしていた。
最終話では、真犯人が明らかになり、証拠を見つけることで冤罪をかけられていた浅間の無実を証明することができた。

## 登場人物
- 各話ゲスト含め、登場人物の名字は日本各地の温泉地名に由来している。

### 主人公
黒川拓（くろかわ たく）〈29〉
演 - 坂口健太郎
本作品の主人公。保駿堂法律事務所に所属しており、冤罪事件に何度も打ち勝った経験を持つ若手弁護士。
普段は動きやすい服装で、第三者との円滑なコミュニケーションのために様々なものが詰め込まれた布袋を背負っている。基本的にいつも金欠だが、給料日になると一気に大量の食料を買い込んでしまう。父・真とは絶縁しており、事務所の一室を自宅代わりに寝泊りしている。
東央大学の出身で後述の通り秋保の後輩。2年生までは理工学部に在籍していたが、ある事件をきっかけに3年生からは法学部に移籍、弁護士となった経歴を持つ。

### 保駿堂法律事務所
和倉楓（わくら かえで）〈26〉
演 - 川口春奈
保駿堂法律事務所に配属された新人若手弁護士の女性。かつては大手法律事務所に所属していたが、上司からのセクハラを受けた際に正当防衛として相手を殴ったものの、その行動が問題視されて解雇された上にセクハラがもみ消され、今の事務所に移籍した。
手伝いとして拓と共に弁護活動にあたるが、拓に振り回されることが多く、声を荒げることも多い。所長の別府からは、拓の暴走を止めるように指示されている。拓が行う実証実験が「損得抜きの真実を求めるためのもの」と知ってから、次第に彼を見る目が変わってくる。
都内で起きた女子美術大学生殺人事件の公判中拓をかばって刺され重傷を負った。
城崎穂香（きのさき ほのか）〈30〉
演 - 趣里
保駿堂法律事務所に勤める拓専属のパラリーガルであり、数少ない拓の理解者。一児の母。
丸山依子に息子の晴斗を誘拐されてしまう。
登別次郎（のぼりべつ じろう）〈46〉
演 - 正名僕蔵
保駿堂法律事務所の弁護士。
大企業の依頼を多くこなす、事務所の稼ぎ頭。別府の腰巾着のような存在で、拓たちを見下しているところもある。
石和徳則（いさわ とくのり）〈27〉
演 - 赤楚衛二
事務所のパラリーガル。
ミスしがちだか、時には事件解決のヒントを与える。実はいいところのボンボン。
別府長治（べっぷ ながはる）〈55〉
演 - 杉本哲太
保駿堂法律事務所所長。
無罪を勝ち取るために事件の立証をする拓を快く思っておらず、楓に彼を監視するよう命じる。
湯布院和人（ゆふいん かずと）〈67〉
演 - 志賀廣太郎
事務所の最年長弁護士。
司法制度に疑問を抱き、拓を後継者と思っている。所長の別府の兄とはかつてのパートナーだった。

### 東京地検
指宿林太郎（いぶすき りんたろう）〈45〉
演 - 小市慢太郎
東京地方検察庁の検察官。
しばしば拓と法廷で争う。かつて拓の父である黒川真のもとで部下として働いていたことがあり、今も尊敬している。

### テレビ日本
有馬聡子（ありま さとこ）〈35〉
演 - 市川実日子
テレビ日本の報道局社会部ディレクター。
冤罪事件を取材する中、拓の実証実験に協力する。
鳴子恭輔（なるこ きょうすけ）
演 - 中島広稀
有馬と行動を共にしている。

### その他
秋保恭一郎（あきう きょういちろう）〈40〉
演 - 藤木直人
東央大学理工学部物理学科准教授。拓の学生時代の先輩。
他人には興味がないが、拓から依頼が来ると様々な実証実験を引き受ける。警察の捜査がいまだに科学的実証を軽視している現状に強い危機感を抱いており、それが拓に協力する理由にもなっている。
秋保彩花（あきう あやか）
演 - 伊藤梨沙子
恭一郎の妹。
浅間大輔（あさま だいすけ）
演 - 鈴之助
黒川真（くろかわ しん）〈58〉
演 - 草刈正雄（特別出演）
黒川拓の父親。最高検察庁次長検事。
息子が弁護士になったことで絶縁状態。
黒川麗（くろかわ れい）
演 - 榊原郁恵
拓の母親。

### ゲスト

#### 第1話
阿蘇重雄（あそ しげお）
演 - 吉田栄作
自宅を放火した罪で逮捕された中年男性。
阿蘇恵美子（あそ えみこ）
演 - 中島ひろ子
重雄の妻。夫の無罪を信じ、拓に弁護の依頼をする。病を患っている。
阿蘇幸雄（あそ ゆきお）〈享年10〉
演 - 岩田琉聖
重雄の息子。5年前に事故で亡くなった。
下呂東馬（げろ とうま）
演 - 阪田マサノブ
重雄を取り調べた刑事。重雄に自白を強要する。
十津川勝義（とつがわ かつよし）
演 - 久保酎吉
北村晴男（きたむら はるお）
演 - 本人
現役の弁護士。拓のことをよく知っている。

#### 第2話
十勝睦美（とかち むつみ）
演 - 仙道敦子
料理店「十勝屋」を営む女性。岳雄の育ての親。
十勝岳雄（とかち たけお）
演 - 山田裕貴
睦美の遠戚の青年。幼いころに虐待を受け、3歳のときに睦美に引き取られる。旭市のコンビニ「三津屋」で現金7万円を奪ったうえ、店員に全治2週間の怪我を負わせたとされ、逮捕された。高校時代は近所でも評判の札付きの悪で、何度か犯罪を繰り返していた。
原田健（はらだ けん）
演 - 前原滉
コンビニ「三津屋」店員。事件の被害者。
韮山 雄二（にらやま ゆうじ）
演 - 長村航希
岳雄の友人。ガソリンスタンド店員。
瀬波（せなみ）
演 - 渡辺憲吉
報道局長。
松本（まつもと）
演 - 小松和重
西多摩署 刑事課 刑事。
オブジェのおじさん
演 - 酒向芳
ガソリンスタンドの向かい側にある家の住人。庭に「日の出の塔」というオブジェがある。

#### 第3話
磐梯輝典（ばんだい てるのり）
演 - 山本耕史
「青ヶ島病院」外科医師（副部長）で、雲仙とは同期。病院を変えることを雲仙と約束し、院長の不正を摘発する。
雲仙一彦（うんぜん かずひこ）
演 - 平岳大
「青ヶ島病院」外科医師で、磐梯とは同期。医療ミスの罪を着せられ逮捕される。被害者を救えなかったことに責任を感じている。
洲本佳織（すもと かおり）
演 - 遊井亮子
洲本美沙の母。
洲本篤（すもと あつし）
演 - 桜井聖
洲本美沙の父。
赤城健太（あかぎ けんた）
演 - 市川知宏
「青ヶ島病院」研修医。法廷に立とうとするが、磐梯に止められる。後に磐梯から謝罪を受ける。
白山美紀（しろやま みき）
演 - 青野楓
「青ヶ島病院」看護師。雲仙の逮捕に疑問を持ち、保駿堂法律事務所に弁護の依頼をする。雲仙に恋心を抱いている。
昼神祿郎（ひるがみ ろくろう）
演 - 篠井英介
裁判長。

#### 第4話
小笠原奈美（おがさわら なみ）
演 - ともさかりえ
食品玩具会社「マロンサークル」に勤めるOL。登別と婚活パーティーで知り合い仲良くなる。旅行先の天音島にて同僚で後輩の姫島理沙を溺死させた容疑がかかり逮捕される。
姫島理沙（ひめしま りさ）
演 - 入山法子
奈美の会社の後輩。旅行先の天音島の海で水死体となって発見される。
鶴見啓介（つるみ けいすけ）
演 - 村上新悟
食品玩具会社「マロンサークル」の男性社員。奈美の上司。

#### 第5話
高松洋介（たかまつ ようすけ）
演 - 豊原功補
私立の名門「開南高校」フェンシング部顧問を務める男性教諭。過去に試合に出場し、優勝を勝ち取った経験を持つ実力派。エース部員の藤里との練習中に一突きで彼を心停止させた容疑がかかって業務上過失傷害により在宅起訴され、さらに証人尋問では副部長の田代から藤里に体罰を与えていた疑惑をかけられる。
藤里瞬（ふじさと しゅん）
演 - 清水尋也
「開南高校」フェンシング部エース部員。顧問の高松との練習中に一突きを受けて心停止で倒れてしまう。
田代智樹（たしろ ともき）
演 - 柾木玲弥
「開南高校」フェンシング部副部長。証人尋問では顧問の高松が部員に対して体罰や精神的に追い込むなど、パワハラ行為を繰り返していたと告発する。
森吉直也（もりよし なおや）
演 - 木村風太
「開南高校」の男子生徒。科学部所属。
高松良子（たかまつ りょうこ）
演 - 岩橋道子
高松洋介の妻。
藤里美恵（ふじさと みえ）
演 - 舟木幸
藤里瞬の母親。息子に対して過保護。
池田（いけだ）
演 - 久松信美
「開南高校」教頭。
六連（むつれ）
演 - 菊池均也
かつて和倉にセクハラをしたベテラン弁護士。

#### 第6話
樽前裕也（たるまえ ゆうや）
演 - 須賀健太
保駿堂法律事務所と顧問契約している樽前物産の社長の息子で、自称・ミュージシャン。大学時代の悪友である新島彰を銃殺した容疑がかかり逮捕される。
有珠田義信（うすた よしのぶ）
演 - 吹越満
樽前家で住み込みで働いている使用人。
丸山依子（まるやま よりこ）
演 - 山下容莉枝
影山洋二（かげやま ようじ）
演 - 牧村泉三郎
裁判長。

#### 第7話
乗鞍満里奈（のりくら まりな）
演 - 川島海荷
乗鞍権三郎の若妻。夫を殺した容疑で殺人罪に問われる。旧姓は諏訪。
十和田伸江（とわだ のぶえ）
演 - 円城寺あや
乗鞍家の家政婦。
乗鞍肇（のりくら はじめ）
演 - 六角慎司
乗鞍権三郎の息子（先妻の子）。
屋島弁護士
演 - 近江谷太朗
満里奈の弁護人を解任された拓と楓の後任。無罪を主張するが、拓の説得で容疑を認めた満里奈に弁護人を交代して最初の公判である最終弁論の後、すぐに解任される。
乗鞍権三郎（のりくら ごんざぶろう）
演 - 団時朗
満里奈の夫。練炭による一酸化炭素中毒で亡くなる。投資詐欺に関係しており、過去に満里奈の両親を自殺に追いやり、弟を意識不明の重体にした。

#### 第8話
式根大充（しきね ひろみつ）
演 - 片岡鶴太郎
24年前に社宅で開催したクリスマスパーティーで起きた死亡事件により、死刑判決を受けて長い獄中生活を送る中年男性。同事件では妻を亡くしている。
松ヶ下玲子（まつがした れいこ）
演 - 星野真里
式根大充の一人娘。事件以来はマスコミや世間から冷遇されていた。
榛名由美（はるな ゆみ）
演 - 酒井美紀

#### 第9話
富士田順平（ふじた じゅんぺい）（最終話）
演 - 坂本真
都内で起きた女子美術大学生殺人事件で殺人罪の容疑で逮捕された。のちに2人目の被害者である山代奈々の事件でも逮捕される。
那須亜里沙（なす ありさ）
演 - 木﨑ゆりあ
2人目の被害者である山代奈々の友人。弁護側の証人として証言台に立つ。

#### 最終話
神津一成（こうづ かずなり）
演 - 武田真治
東央大学職員。
父親は高名な法医学者であり、自身も医学の道を志していた。4浪の後に東央大学医学部に合格したが、痴漢の容疑で逮捕され、進学することは叶わなかった。
道後清司（どうご きよし）
演 - 中西良太
神津の弁護人。保駿堂事務所に示談交渉に訪れる。
草津寛治（くさつ かんじ）
演 - 佐藤B作
11年前に起きた事件の捜査に当たっていた元刑事。
鬼怒川（きぬがわ）
演 - 佐渡稔
検事総長。

## スタッフ
- 脚本 - 古家和尚
- 参考資料 - 今村核「冤罪弁護士」（旬報社）
- 演出 - 南雲聖一、丸谷俊平、本多繁勝
- 音楽 - UTAMARO Movement
- 音楽プロデュース - 岩代太郎
- 主題歌 - King Gnu「白日」（Ariola Japan）
- サウンドデザイン - 石井和之
- 法律監修 - 室谷光一郎
- 法律所作指導 - 藤川忠宏、吉田可保里
- 警察監修 - 古谷謙一
- アクションコーディネート - 佐々木修平
- 制作協力 - AXON
- チーフプロデューサー - 池田健司
- プロデューサー - 荻野哲弘、尾上貴洋、本多繁勝（AXON）
- 制作著作 - 日本テレビ

## 放送日程
| 話数                                                                        | 放送日  | サブタイトル                                  | ラテ欄                                             | テーマ事件                | 演出     | 視聴率 |
| --------------------------------------------------------------------------- | ------- | --------------------------------------------- | -------------------------------------------------- | ------------------------- | -------- | ------ |
| 第1話                                                                       | 1月19日 | 無実の弱者を救え! 科学の力で逆転無罪!?        | 無実の罪から救い出せ! 衝撃の科学実験で逆転無罪か!? | 放火罪                    | 南雲聖一 | 8.3%   |
| 第2話                                                                       | 1月26日 | 夢追う息子がコンビニ強盗!? 信じる母の願い!    | 息子は無実です （秘）実験で母子を救え              | 強盗罪                    | 南雲聖一 | 8.7%   |
| 第3話                                                                       | 2月02日 | 白い巨塔で医療ミス!? 陰謀から無実の医師を救え | VS白い巨塔! 稲妻が暗示する術中死                   | 医療過誤                  | 丸谷俊平 | 9.4%   |
| 第4話                                                                       | 2月09日 | 海底の砂だけが知る 孤独なOLの嫉妬と殺意!      | VS検察の父! 波だけが知る女の殺意                   | 殺人罪                    | 丸谷俊平 | 8.3%   |
| 第5話                                                                       | 2月16日 | 盗撮動画で体罰 パワハラ教師に社会的制裁の罠!  | パワハラ教師に制裁!? 盗撮体罰動画で法廷騒然        | 業務上過失傷害罪 体罰問題 | 南雲聖一 | 9.0%   |
| 第6話                                                                       | 2月23日 | 射殺&幼児誘拐事件発生! 消えたベース音の謎!    | 4歳児誘拐事件消された騒音の謎!?                    | 殺人罪 誘拐罪             | 丸谷俊平 | 9.4%   |
| 第7話                                                                       | 3月02日 | 命がけの再現実験で 悪女の仕掛けた罠を暴け!!   | 僕は弁護士失格 悪女を裁く死の実験                  | 殺人罪                    | 南雲聖一 | 9.5%   |
| 第8話                                                                       | 3月09日 | 死刑囚を冤罪から救え!! 24年前のお化けの謎     | 死刑囚の父娘を救え! お化けの謎!?                   | 殺人罪                    | 本多繁勝 | 9.5%   |
| 第9話                                                                       | 3月16日 | ついに最終章! 追い続けた11年前の事件再び!?    | 最終章! 檸檬が明かす連続殺人の謎                   | 殺人罪                    | 丸谷俊平 | 8.9%   |
| 最終話                                                                      | 3月23日 | 怒涛の最終話!! 狂気の殺人犯vs冤罪弁護士       | VS連続殺人鬼 ラスト10分法廷戦慄                    | 殺人罪                    | 南雲聖一 | 9.6%   |
| 平均視聴率 9.1%（視聴率はビデオリサーチ調べ、関東地区・世帯・リアルタイム） |         |                                               |                                                    |                           |          |        |